# Café de Fornos

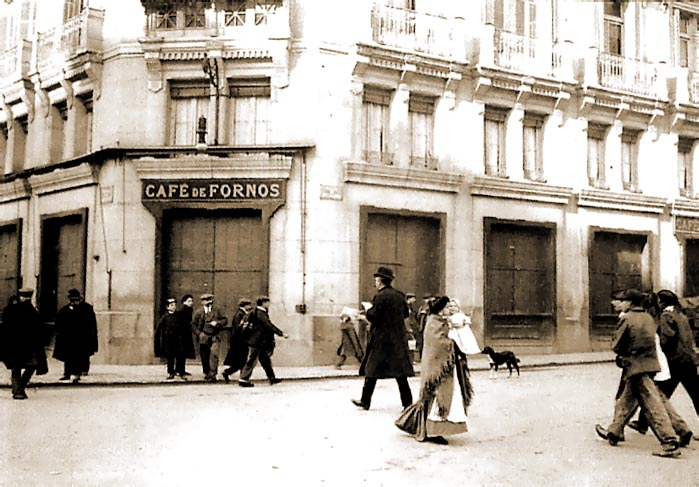
El antiguo café de Fornos en una fotografía del año 1908.

El café de Fornos (llamado a partir de mayo de 1909 Gran Café) fue un establecimiento de ocio abierto en Madrid en 1870, en la esquina de Alcalá con la calle de la Virgen de los Peligros, frente al café Suizo. Ha pasado a la historia metropolitana como uno de los cafés de tertulia más famosos y lujosos de la época, por sus variadas tertulias literarias y lugar de cita de la vida artística en general. En 1918 pasó a llamarse Fornos Palace y dispuso de un casino de juegos, y luego café Riesgo como restaurante hasta la guerra civil española, en que desaparecería el local, que ocupó luego una sede bancaria a partir de 1941.

## Historia
A finales del siglo xix estaban en pleno apogeo los cerca de catorce cafés de la Puerta del Sol. Sus locales eran lugares de moda a los que acudía la mayor parte de los madrileños. Lugar de reunión de artistas y de gentes de paso, el café de Fornos –que existió con tal nombre durante casi medio siglo– fue escenario de numerosas anécdotas y figuró en las guías de viajes internacionales a nivel europeo.

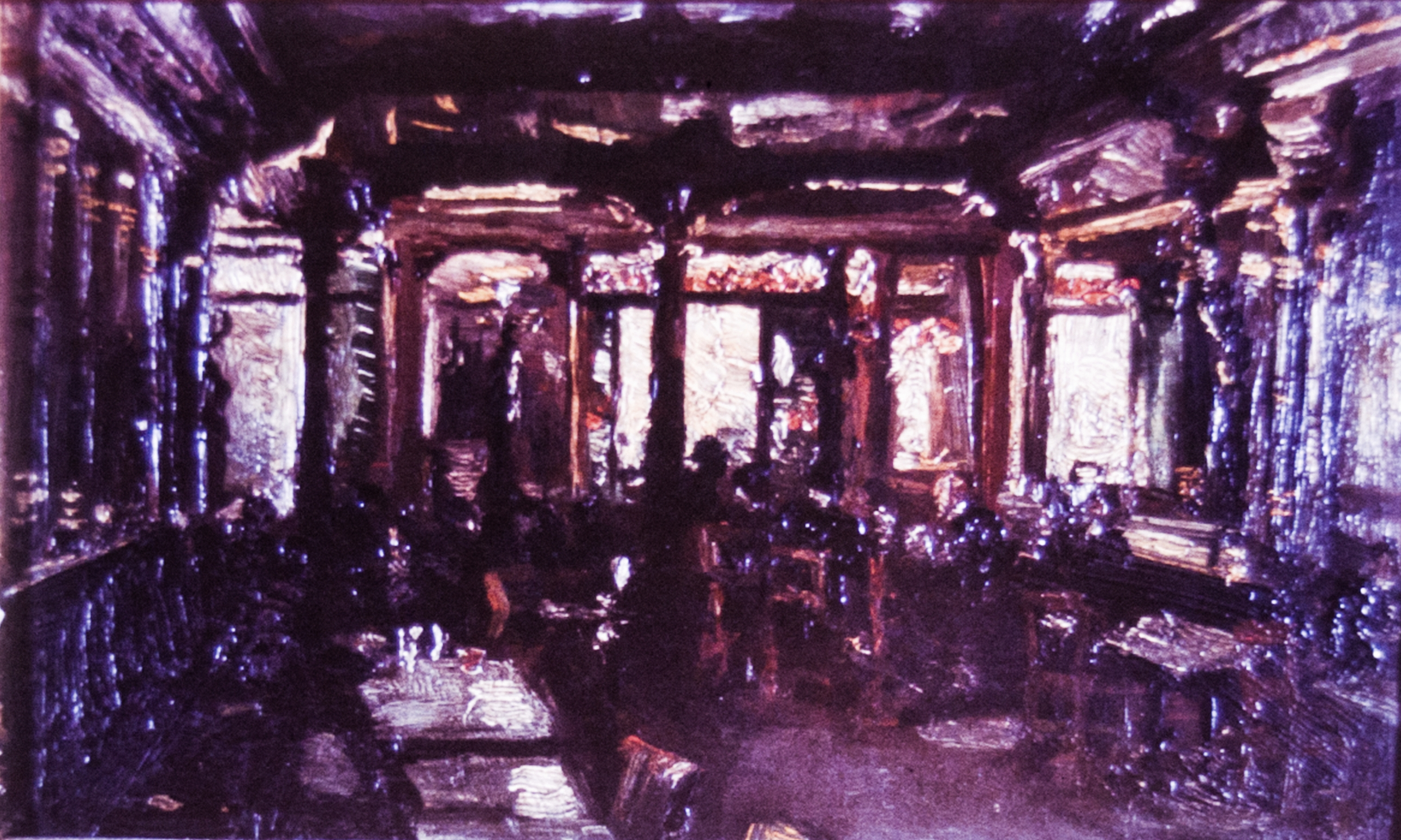
Café de Fornos en 1904, Lorenzo Aguirre

Tras la revolución de 1868, que supuso el destronamiento de la reina Isabel II y el inicio del período denominado Sexenio Democrático, el Ayuntamiento de Madrid decide ensanchar el antiguo callejón de Peligros (perpendicular a la calle Alcalá a unos 200 metros de la Puerta del Sol), y para ello derriba el convento de Nuestra Señora de la Piedad, habitado por las monjas de bernardas de Vallecas, así llamadas por proceder del convento fundado en 1473 en Vallecas y trasladadas luego a los Peligros. El convento ocupaba el tramo de la calle Alcalá, desde la Real Academia de Bellas Artes de San Fernando hasta la esquina con Peligros. La empresa constructora asignada para la habilitación, "La Nacional", se encargó de construir cuatro bloques de viviendas, cuyas entradas daban a la calle Alcalá, y en la esquina, siguiendo el consejo de José Salamanca y José Buschental, se construyó un café que ocupaba la planta baja y el entresuelo de doble planta. 

### Inauguración
El café de Fornos se inauguró el 21 de julio de 1870, por el empresario José Manuel Fornos (ayuda de cámara del Marqués de Salamanca). El reportaje de la inauguración en la revista La Ilustración de Madrid fue obra del poeta Gustavo Adolfo Bécquer y lo acompañaban fotografías de los techos del local pintados por un tal Manuel Vallejo, así como del trabajo de los decoradores Terry y Busato. Los cuatro cuadros principales de Vallejo eran alegorías al "Té", al "Café", al "Chocolate" y a los "Licores y Helados". Debido a su lujosa decoración de estilo Luis XVI, la apertura fue un acontecimiento en Madrid. 

Su inauguración constituyó un verdadero acontecimiento llamando mucho la atención, no sólo por el decorado, las pinturas, los tapices y alfombras (aquella alfombra de terciopelo blanco), sino también por los amplios y cómodos divanes las estatuas de bronce para sostener las lámparas (...) y particularmente la vajilla, toda ella de plata, incluso las cucharillas.
Antonio Velasco Zazo,

Las crónicas del evento anunciaron que la época de locales del tipo Fontana de Oro, de los años 20, había pasado. El Café de Fornos nació con un nuevo concepto que hasta entonces era desconocido en Madrid. A partir de entonces se convirtió en el punto de reunión de los literatos y aristócratas de la época. El dueño José Manuel Fornos era propietario además de otro local en Madrid, el Café Europeo (situado en la calle de Arlabán).

### El café en su rutina

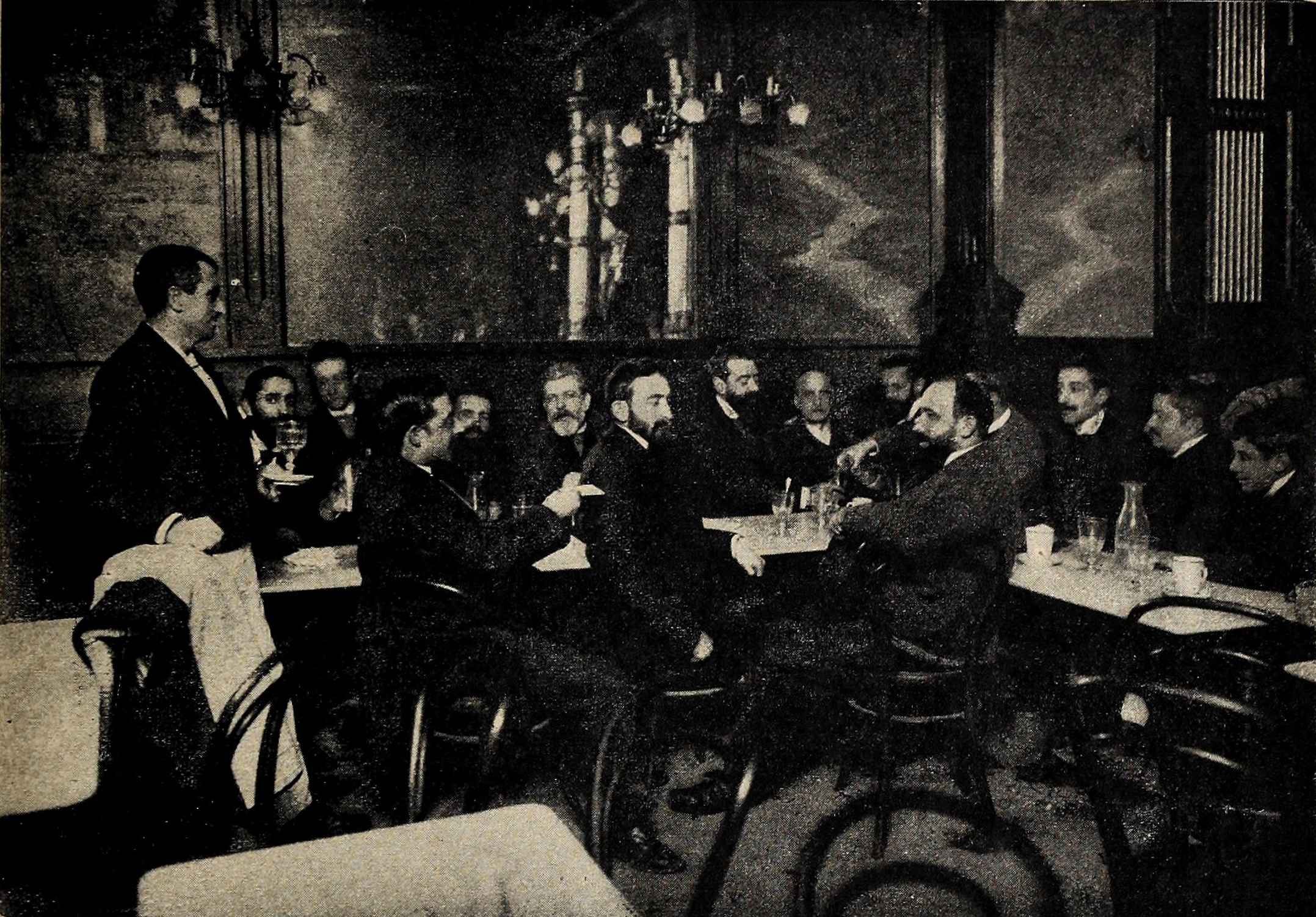
Grupo reunido en el café en una fotografía de Franzen (Blanco y Negro, 29 de junio de 1895).

El Café pronto fue visitado por madrileños de todas las condiciones; las crónicas posteriores narran numerosas cenas y banquetes, casi siempre reflejo de acontecimientos políticos o militares. Poco a poco fue ganando en elegancia decorando sus paredes con pintores de renombre en la época, como: José María Fenollera (1851-1918), Emilio Sala Francés (1850-1910), el malagueño José Vallejo y Galeazo (1821-1882), Ignacio Zuloaga y Zabaleta (1870-1945), Antonio Gomar y Gomar (1849-1911), Joaquín Araújo Ruano (1851-1894), Juan Francés y Mexía, Enrique Mélida (1838-1892), Casto Plasencia, etc. Según crónicas era posible tomar un café en uno de sus lujosos salones por tan sólo setenta y cinco céntimos de peseta. Su suntuosidad sería evocada así por Zamacois:

El viejo Fornos, con sus bronces artísticos, sus zócalos de caoba y sus techos pintados por Sala y por Mélida, ofrecía no sabemos qué de suntuario y de frívolo, de distinguido y de escandaloso, de aristocrático y de bohemio, que, según el momento del día, invitaba a sus clientes a la contemplación silenciosa o acicateaba su regocijo. Cual si hubiese heredado partículas del espíritu de los dos últimos edificios que le precedieron en aquel sitio, el Fornos inolvidable de nuestra juventud tenía conjuntamente mucho de teatro y algo de iglesia.
Eduardo Zamacois

Tras la muerte del empresario José Fornos en 1875, sus hijos acometieron una reforma del local que concluyó el 18 de octubre de 1879. Las reformas incluían un sistema de ventilación muy novedoso para la época que se encargaba de renovar el pesado aire lleno de humo. Otra de las novedades fueron los numerosos cuadros murales pintados en las paredes del local. Se intentó de alguna forma imitar al Café de Madrid haciendo que convergieran allí mujeres de toda condición, que servían de tópico reclamo. La apertura del Teatro Apolo en el año 1880 le proveyó de numerosos clientes nocturnos. El diario del gourmet, revista de la época, citando al Fornos, subraya como novedad importante el ofrecer un servicio de cenas baratas a partir de media noche, como recurso para la gente que salía de los teatros. Un eslogan en forma de cuplé rezaba en 1904:

Ni Suizo, ni Levante

Ni Inglés, ni Colonial

No hay Café como el de Fornos

Pa cenar de madrugá.

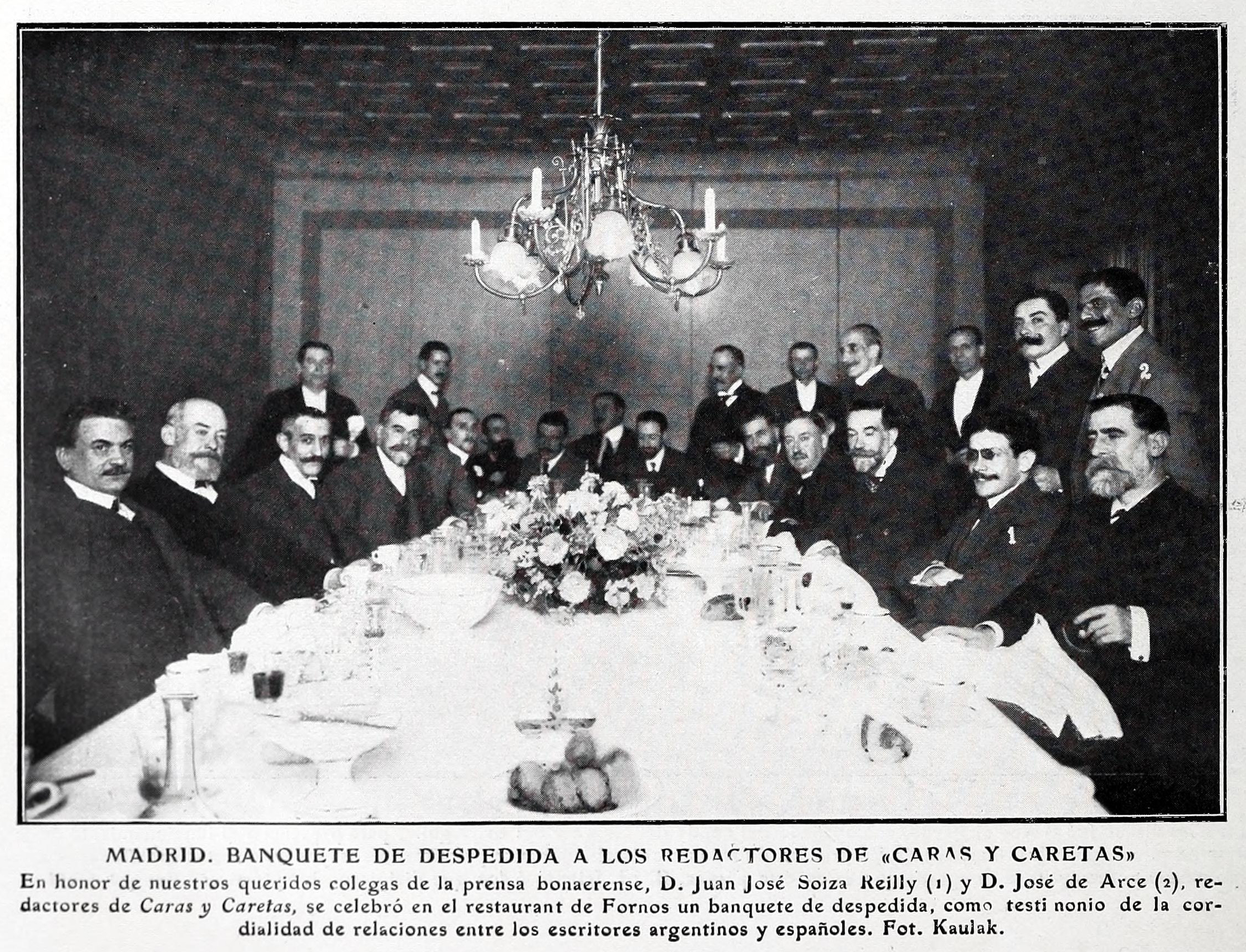
Banquete de despedida en el restaurant de Fornos a los redactores de Caras y Caretas, fotografía de Kaulak (Blanco y Negro, 15 de junio de 1907)

Azorín y Pío Baroja eran visitantes habituales. Entre los clientes del restaurante se encontraban Marcelino Menéndez Pelayo, que comía allí durante los meses de verano, y Manuel Machado, asiduo de los bajos del Fornos. El café también fue a final de siglo lugar de reunión de cantaores flamencos, como Luisillo Pérez El Jorobado, por lo que se le incluye entre los cafés cantantes de la época. El Fornos tuvo, así, una doble vida, durante el día era un café prestigioso con un restaurante de lujo y por la noche se transformaba en lugar de citas y algarabía. El titular de un artículo de la época escrito por Julio Burell, «Jesucristo en el Fornos», habla por sí mismo. Según ciertas crónicas de la época había personas que llegaban a pasar hasta ocho días de fiesta ininterrumpida en los reservados de la planta baja.

### Declive y cierre

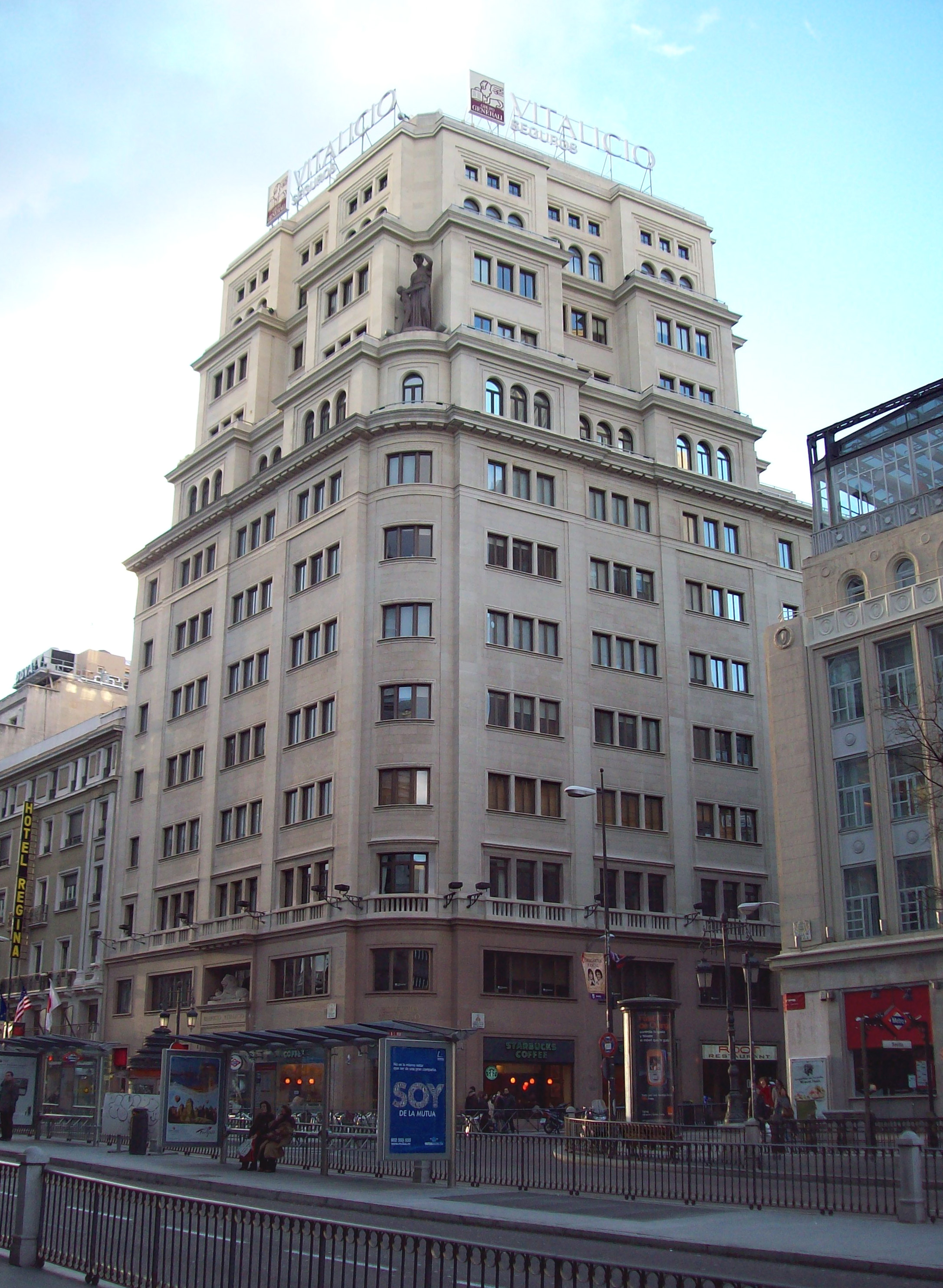
Esquina del «Edificio Vitalicio» (en 2009), que ocupó el Fornos/Gran Café.

La violenta muerte de uno de los hijos del propietario y encargado del local, Manuel Fornos Colín, que se suicidó en uno de los reservados del café (el número siete) el 13 de julio de 1904, pegándose un tiro en la cabeza, desencadenaría la decadencia del Fornos. Tras su muerte se empezó a no dejar entrar a ciertas mujeres y muchos noctámbulos se vieron amenazados por las órdenes del conde de San Luis, por aquel entonces Gobernador de Madrid, que dispuso que los cafés cerrasen a las doce de la noche. Los hermanos procuraron mantener el negocio a flote durante cuatro años más, pero el 26 de agosto de 1908 cerró definitivamente. Sin embargo, en mayo de 1909, volvería a abrirse con el nombre de Gran Café y con nuevo dueño: Marcelino Raba de la Torre. Se reanudaron las tertulias y las fiestas en los bajos del café. A pesar de ello en 1918 desaparece el Gran Café para reaparecer como Fornos Palace en forma de cabaré con mesas de juego, convertido luego en restaurante por Honorio Riesgo, que lo bautizó con su apellido. Finalmente, el Banco Vitalicio propietario del edificio desde 1923, decide reconstruir por completo la esquina, borrando cualquier rastro del café. Entre 1933 y 1936, dicho Banco proyecta instalar allí su sede social, inaugurándola el 27 de junio de 1941.

## Características
Lo más llamativo para visitantes de la época, como Cecilio Plá, eran los techos pintados. o los cuadros de Ramón Guerrero y Emilio Sala. Otro atractivo mencionado era el restaurante, instalado en la planta superior, con platos como el lenguado al horno, el estofado de cordero, los riñones al jerez y los renombrados beef steaks con pommes soufflées. Una de las especialidades es el bistec a lo Fornos, una tosta con un bistec cubierto de jamón serrano). Los comedores del entresuelo estaban decorados con paisajes de Gomar. En el terreno de la repostería era, en su época, muy famosos los denominados felipes (dedicados al cliente asiduo Felipe Ducazcal), estos bollos eran unos hojaldres en forma de tartaletas rellenas de crema y espolvoreados de crema.
En la planta inferior había numerosos reservados en los que se realizaban almuerzos políticos, cenas privadas, etc. Los reservados se podían ampliar debido a la existencia de paredes móviles.

## Tertulias
Una de las tertulias más famosas del Fornos fue «La Farmacia», fundada inicialmente en los Jardines del Retiro en el verano del año 1875. En invierno de ese año pasó al Café Madrid, luego al Café Inglés, y finalmente al Fornos. Era una sociedad sin secretario, ni presidente, ni cargos de cualquier otra índole. El nombramiento como socio se hacía por el otorgamiento de una medalla elaborada por el farmacéutico Julio Escosura. Se trataba de una especie de reunión francmasona donde la principal característica era el buen humor y la amistad. Entre los socios había alcaldes de Madrid, clérigos, e incluso gente humilde. Se disolvió por acuerdo de los propios socios. Muchas de las tertulias del Café Suizo, cuando este cerró, acabaron por trasladarse finalmente al café de Fornos.

## Libro de firmas
- Teodoro Bardají Mas cocinero e historiador menciona que el pepito de ternera fue inventado en este café.[28]
- Era famoso el Café Fornos por el beef steak con pommes soufflées denominado bistec a lo Fornos.[24][16]
- Ernest Hemingway menciona el Café de Fornos en su novela Death in the Afternoon.
- El perro Paco (un perro callejero muy popular el Madrid de la época) fue un asiduo del café que alternaba sus visitas entre el Café Suizo y el de Fornos (ambos enfrente a escasos metros en la calle Alcalá).[29]
- Unamuno y Pío Baroja son presentados por primera vez en el Fornos.[30]
- También se menciona como visitante a Alfonso XII, en la nocturna compañía del Marqués de Alcañices y el ‘doctor Camisón’ (médico de cámara del Rey).[31] Más legendaria es la presencia en el café de la espía Mata Hari.
- Otro rey asiduo fue Amadeo I de España, que al parecer se encontraba en él cuando el 11 de febrero de 1873 le comunicaron su «cese»;[29] se anota también que, tras recibir la noticia, canceló la comanda y pidió en su lugar una grappa, luego recogió a su familia y ese mismo día regresó a Italia.[cita requerida]
- Emilia Pardo Bazán lo menciona en su novela 'Insolación' cuando dice: "...él se negó; necesitaba darse una vuelta por el Círculo Militar, leer los periódicos extranjeros y hablar con un par de amigos, a última hora, en Fornos".